# Gosztivar
Gosztivar (macedónul Гостивар, albánul Gostivari) város és az azonos nevű község székhelye Észak-Macedóniában. Az ország kilencedik legnagyobb városa.

## Népesség
Gosztivarnak 2002-ben 35 847 lakosa volt, melyből 16 890 albán (47,11%), 11 885 macedón (33,15%), 4 559 török (12,71%), 1 899 cigány (5,29%), 146 szerb, 34 bosnyák, 15 vlach, 419 egyéb.
Gosztivar községnek 2002-ben 81 042 lakosa volt, melyből 53 283 albán (66,4%), 15 870 macedón (19,8%), 7 991 török (10%), 2 237 cigány, 1 661 egyéb.

## A községhez tartozó települések
- Gosztivar
- Balin Dol,
- Beloviste (Gosztivar),
- Brodec (Gosztivar),
- Vrutok,
- Gornya Banyica,
- Gornya Gyonovica,
- Gorno Jelovce,
- Debrese,
- Dolna Banyica,
- Dolna Gyonovica,
- Dolno Jelovce,
- Zselezna Reka,
- Zdunye (Gosztivar),
- Korito (Gosztivar),
- Kunovo (Gosztivar),
- Lakavica (Gosztivar),
- Lesnica (Gosztivar),
- Malo Turcsane,
- Mitroj Krszti,
- Padaliste (Gosztivar),
- Pecskovo,
- Szimnica,
- Szrbinovo,
- Szusica (Gosztivar),
- Sztrajane,
- Raven,
- Recsane (Gosztivar),
- Trnovo (Gosztivar),
- Tumcseviste,
- Forino (Gosztivar),
- Csajle,
- Csegrane.